# Wladimir Mantschew
Wladimir Mantschew (* 6. Oktober 1977 in Pasardschik) ist ein ehemaliger bulgarischer Fußballspieler. Er bestritt insgesamt 215 Spiele in der bulgarischen A Grupa, der französischen Ligue 1 und der spanischen Primera División.

## Karriere
Wladimir Mantschew begann seine Fußballerkarriere bei Spartak Plewen in seiner Heimat Bulgarien. Schnell wurde man auf den talentierten Stürmer aufmerksam – 1999 wechselte er zum bulgarischen Topclub ZSKA Sofia, für den er vier Jahre lang spielte. Mit dem Wechsel zu OSC Lille wurde er auch in Europas Topligen bekannt. Nach zwei Jahren in Lille suchte Mantschew eine neue Herausforderung, die er in UD Levante und der spanischen Primera División fand. Mit Levante gelang Mantschew der direkte Wiederaufstieg, dennoch musste er den Verein verlassen und unterschrieb einen Vertrag bei Real Valladolid. Auch mit diesem Club gelang der Aufstieg, doch erneut blieb er in der Segunda División, diesmal beim galicischen Traditionsclub Celta de Vigo. Nach einer für ihn katastrophalen Hinserie spielte er die Rückrunde der Saison 2007/2008 wieder bei Real Valladolid, konnte sich jedoch nicht empfehlen, weshalb sein Vertrag im Sommer aufgelöst wurde.
Nach drei Monaten ohne Verein verpflichtete ihn im Oktober 2008 ZSKA Sofia. Dort startete er mit vier Toren in den ersten vier Spielen, fiel dann jedoch den Rest der Saison verletzungsbedingt aus. In der Spielzeit 2009/10 kam er lediglich sechs Mal zum Einsatz. Im Sommer 2010 wurde sein Vertrag nicht verlängert und Mantschew wechselte zunächst zu Akademik Sofia in die B Grupa, ehe ihn Lokomotive Sofia im August 2010 verpflichtete. Im Sommer 2012 beendete er seine Laufbahn.
Aufgrund seiner Auslandserfahrung spielte Wladimir Mantschew auch einige Male für die Nationalmannschaft Bulgariens, dort kommt er jedoch nur sporadisch zum Einsatz.